# San José del Rincón
San José del Rincón è un comune del Messico, situato nello stato di Messico.